# پاول دو جرسی
پاول دو جرسی (به انگلیسی: Paul de Jersey؛ زاده ۲۱ سپتامبر ۱۹۴۸) حقوقدان استرالیایی و فرماندار کنونی و ۲۶ امین فرماندار کوئینزلند استکه از ۲۹ ژوئیه ۲۰۱۴ در این سمت مشغول به کار است. وی از سال ۱۹۹۸ تا ۲۰۱۴ رئیس دادگستری کوئینزلند بود.

## تحصیلات
دی جرسی در مدرسه گرامر کلیسای آنگلیکان (۱۹۶۱–۱۹۶۵) و دانشگاه کوئینزلند تحصیل کرد. وی در سال ۱۹۷۱ با لیسانس انسانی و لیسانس حقوق با نمره ممتاز فارغ‌التحصیل شد. وی از سال ۱۹۶۶ تا ۱۹۷۱ در هنگ ارتش دانشگاه کوئینزلند بود و در سال ۱۹۶۹ به خدمت پذیرفته شد.

## حرفه
دی جرسی در کوئینزلند مشغول کار وکالت بود و در سال ۱۹۷۱ به دادگستری کوئینزلند فراخوانده شد. وی در سال ۱۹۸۱ به عنوان مشاور ملکه منصوب شد.

## زندگی شخصی
دی جرسی در سال ۱۹۷۱ با کای براون ازدواج کرد. آنها داری سه فرزند و سه نوه هستند.

## عناوین، سبک‌ها و افتخارات
سبک و عنوان د جرسی به عنوان فرماندار به‌طور کامل عبارت است از: عالیجناب بزرگوار پاول دو جرسی، همسفر نشان استرالیا، شوالیه فضل از نشان سنت جان، مشاور ملکه، فرماندار ایالت کوئینزلند در مشترک‌المنافع استرالیا .

### مدارک افتخار
- ۲۰۰۰: دکترای افتخاری از دانشگاه کویینزلند University of Queensland.[۲]
- ۲۰۰۸: دکترای افتخاری از University of Southern Queensland.
- ۲۰۱۴: دکترای افتخاری از Griffith University.

| مناصب قضایی                   | مناصب قضایی                           | مناصب قضایی       |
| ----------------------------- | ------------------------------------- | ----------------- |
| پیشین: John Murtagh Macrossan | Chief Justice of Queensland ۱۹۹۸–۲۰۱۴ | پسین: Tim Carmody |
| مناصب حکومتی                  |                                       |                   |
| پیشین: Penelope Wensley       | Governor of Queensland 2014–present   | در حال تصدی       |